# Isla Mujeres (eiland)
Isla Mujeres (letterlijk: Vrouweneiland) is een eiland in de Caribische Zee, voor de kust van Mexico. De hoofdplaats en tevens enige plaats op het eiland heet eveneens Isla Mujeres. Het eiland heeft 11.147 inwoners (census 2005) en behoort tot de deelstaat Quintana Roo. Het eiland is 7 kilometer lang en gemiddeld 650 meter breed.
Voor de Maya's was Isla Mujeres een heiligdom voor de godin Ixchel. Het was dan ook vanwege de vele vrouwenbeelden die de Spanjaarden hier aantroffen dat ze het eiland Isla Mujeres noemden. Een aan Ixchel gewijde tempel werd in 1988 zwaar beschadigd door orkaan Gilbert. In 2005 werd het eiland eveneens getroffen door een zware orkaan, dit keer genaamd Wilma.
Isla Mujeres is een populaire bestemming voor toeristen. Veerboten verbinden het eiland met Cancún en Puerto Juárez.
Op Isla Mujeres bevindt zich het meest oostelijk gelegen punt van Mexico: 86° 42' 36" westerlengte.